# Piégon
Piégon é uma comuna francesa na região administrativa de Auvérnia-Ródano-Alpes, no departamento de Drôme. Estende-se por uma área de 10,21 km². Em 2010 a comuna tinha 260 habitantes (densidade: 25,5 hab./km²).